# دنیس وستکات
دنیس وستکات (انگلیسی: Dennis Westcott؛ ۲ ژوئیهٔ ۱۹۱۷ – ۱۳ ژوئیهٔ ۱۹۶۰) یک بازیکن فوتبال اهل بریتانیا بود.